# Принстон (Південна Кароліна)
Принстон (англ. Princeton) — переписна місцевість (CDP) в США, в окрузі Лоренс штату Південна Кароліна. Населення — 49 осіб (2020).

## Географія
Принстон розташований за координатами 34°29′28″ пн. ш. 82°17′44″ зх. д. / 34.49111° пн. ш. 82.29556° зх. д. (34.491217, -82.295685).  За даними Бюро перепису населення США в 2010 році переписна місцевість мала площу 1,94 км², уся площа — суходіл.

## Демографія
Згідно з переписом 2010 року, у переписній місцевості мешкали 62 особи в 22 домогосподарствах у складі 18 родин. Густота населення становила 32 особи/км².  Було 29 помешкань (15/км²).
Расовий склад населення:
| - 72,6 % — білих - 11,3 % — чорних або афроамериканців |

До двох чи більше рас належало 16,1 %. Частка іспаномовних становила 0,0 % від усіх жителів.
За віковим діапазоном населення розподілялося таким чином: 32,3 % — особи молодші 18 років, 58,0 % — особи у віці 18—64 років, 9,7 % — особи у віці 65 років та старші. Медіана віку мешканця становила 37,8 року. На 100 осіб жіночої статі у переписній місцевості припадало 100,0 чоловіків;  на 100 жінок у віці від 18 років та старших — 121,1 чоловіків також старших 18 років.
Цивільне працевлаштоване населення становило 40 осіб. Основні галузі зайнятості: будівництво — 50,0 %, науковці, спеціалісти, менеджери — 22,5 %, освіта, охорона здоров'я та соціальна допомога — 15,0 %, виробництво — 12,5 %.